# حقل صبة
حقل صبة هو حقل نفطي عراقي في جنوب غرب قضاء الجبايش في جنوب محافظة ذي قار جنوب العراق، تُشرف على الحقل شركة نفط ذي قار، بدأ التخطيط للإنتاج سنة 2011، وبدأ الإنتاج سنة 2017 بمقدار 20 ألف برميل يومياً، و أُعلنَ في 12 تشرين الثاني سنة 2018 أن إنتاج حقل صبة بلغَ 30 ألف برميل يومياً، اكتشف حقل صبة سنة 1954، ويُعد أحد أهم ثلاثة حقول نفطية في محافظة ذي قار، هي حقل الغراف وحقل الناصرية، حُفرت أول بئر في حقل صبة سنة 1975، ثم حُفرت ثلاثة آبار تقييمية بين عامي 1977 و1979، وفي سنة 1980 حُفر بئر على السفح الشرقي لتقييم الإمداد النفطي، ولم يُطوّر الحقل بسبب الحروب والحصار الاقتصادي. حقل صبة في الحوض الرسوبي لوادي الرافدين بين الدرع العربي وسلسلة جبال زاكروس، المسافة بينه وبين شرق مدينة الناصرية 70 كيلومتراً، وبينه وبين حقل اللحيس 30 كيلومتراً، وبينه وبين غرب حقل أرطاوي 40 كيلومتراً.